# Amos Bartelsmeyer
Amos Bartelsmeyer (* 25. Juli 1994 in Aschaffenburg, Bayern) ist ein US-amerikanisch-deutscher Leichtathlet, der sich auf den Mittelstreckenlauf spezialisiert hat.

## Berufsweg
Im Alter von zwei Jahren zog Bartelsmeyer mit seinen Eltern nach St. Louis (Missouri). Dort besuchte er von 2009 bis 2013 das Mary Institute and St. Louis Country Day School (MISCD) und machte in Washington, D.C. 2017 den Bachelor an der Georgetown University (GU), die er 2019 mit dem Master of Science in Finance (MSF) abschloss.

## Sportliche Karriere
Amos Bartelsmeyer begann als Siebenjähriger neben dem Fußballspielen mit der Leichtathletik, wobei er die Mittelstrecken für sich entdeckte. Er bestritt auch Langstrecken-, Cross- und Staffelläufe. Bartelsmeyer erreichte zahlreiche Top 10- und Podiumsplatzierungen in den USA. Er zog nach Seattle, um beim Cheftrainer der University of Washington Andrew Powell zu trainieren.
Seit Beginn des Jahres 2019 startet der in Seattle lebende Bartelsmeyer für Deutschland. Gleich in seinem ersten offiziellen Rennen erreichte er eine Podiumsplatzierung und wurde Deutscher Hallenvizemeister über 3000 Meter. Über diese Distanz kam er bei seinem ersten Auftritt im deutschen Nationaltrikot bei den Halleneuropameisterschaften in Glasgow auf den 6. Platz. Auf den 1500 Metern wurde Bartelsmeyer Deutscher Meister und Team-Vizeeuropameister mit der Mannschaft. Bei den Weltmeisterschaften in Doha erreichte er die Halbfinalrunde.
2021 startete er auch für das deutsche Team bei den Olympischen Spielen in Tokio, wo er in der Vorrunde ausschied.
Im November 2024 verkündete er das Ende seiner sportlichen Karriere.

## Vereinszugehörigkeiten
Amos Bartelsmeyer startete in Deutschland 2019 und 2020 für die LG Eintracht Frankfurt und seit 2021 für Eintracht Frankfurt. In den USA gehörte er seit Herbst 2020 dem Bowerman Track Club an und wechselte 2023 zum Union Athletics Club.

## Bestleistungen
(Stand: 17. Februar 2023)
- 800 m: 1:46,71 min, Sacramento, 10. Juli 2021
  - Halle: 1:49,63 min, New York City, 1. März 2015
- 1000 m (Halle): 2:22,75 min, State College, 1. Februar 2014
- 1500 m: 3:35,24 min, Portland (Oregon), 29. Mai 2021
  - Halle: 3:34,72 min, Boston, 11. Februar 2023
- 1 Meile: 3:53,33 min, London, 21. Juli 2019
  - Halle: 3:50,45 min, Boston, 11. Februar 2023 (deutsche Bestleistung)
- 3000 m (Halle): 7:48,87 min, Boston, 12. Februar 2022
- 5000 m: 14:04,26 min, Williamsburg, 3. April 2015
  - Halle: 13:17,71 min, Boston, 3. Dezember 2022

## Erfolge
national
- 2019: Deutscher Hallenvizemeister (3000 m)
- 2019: Deutscher Meister (1500 m)

international
- 2019: 6. Platz Halleneuropameisterschaften (3000 m)
- 2019: Team-Europavizemeister (Mannschaft, 6. Platz 1500 m)

## Familie
Amos Bartelsmeyer ist Sohn einer deutschen Mutter und eines amerikanischen Vaters.